# 上盧卡維察
49°8′40″N 23°46′45″E / 49.14444°N 23.77917°E
上盧卡維察（烏克蘭語：Верхня Лукавиця），是烏克蘭的城鎮，位於該國西部利沃夫州，由斯特雷區莫爾申市鎮負責管轄，始建於1535年，面積8平方公里，海拔高度341米，2001年人口408，人口密度每平方公里51人。